# 水門吹上神社
水門吹上神社（みなとふきあげじんじゃ）は、和歌山県和歌山市にある神社である。

## 祭神
祭神は御子蛭児神と大己貴神。

## 歴史
天正の戦いにより、古文書などは消失したようで詳細は不明だが、承保2年(1075)以前の創建と考えられている。
古事記に登場する男之水門の比定地で、境内に『神武天皇聖蹟男水門顕彰碑』が建立されている。